# Vielverfärbender Birkenpilz
Der Vielverfärbende Birkenpilz (Leccinum variicolor), auch Verschiedenfarbiger oder Gefleckter Raufuß genannt, ist eine Pilzart aus der Familie der Dickröhrlingsverwandten. Die Art bildet ausschließlich mit Birken Mykorrhiza und bevorzugt sumpfige, bodensaure Standorte. Der Vielverfärbende Birkenpilz zählt zu den Speisepilzen.

## Merkmale
Der 5–15 cm breite Hut ist anfänglich halbkugelig geformt und verflächt später polsterartig. Die Huthaut ist hell grau-braun bis rötlich-braun, später oft mehr oder weniger braun, glatt, kahl, trocken und feucht ziemlich schmierig. Die Röhren sind in jungem Alter weiß, hell rosa, creme und später schmutzig cremefarben. Im Alter können die Röhren am Hut vorgewölbt sein, um den Stiel sind sie stark eingedellt. Die Röhrenschicht ist sehr leicht vom Hutfleisch abzulösen. Der 5–15 cm lange und 1–3,5 cm dicke Stiel ist schlank, weiß und dunkel bis schwarz unregelmäßig geschuppt und verjüngt sich nach oben. Häufig ist die Stielbasis grün-blau verfärbt. Das Fleisch junger Exemplare ist relativ fest, aber sehr bald, besonders bei regnerischer Witterung wird es schwammig und wasserhaltig. Das weißliche, später mehr cremefarbene Fleisch verfärbt sich bei Kontakt mit Luftsauerstoff hell rosa, nach einer Weile zeigen sich bläuliche Farben. Beim Garen wird das Fleisch schwarz.

## Artabgrenzung
Der Vielverfärbende Birkenpilz wird sehr oft mit anderen Birkenpilzen oder Rotkappen verwechselt. Jedoch sind alle Pilze der Gattung Raufußröhrlinge essbar.

## Ökologie und Phänologie
Der Vielverfärbende Birkenpilz ist in Europa seltener verbreitet und innerhalb des Birkenareals zu finden. Bevorzugte Standorte sind Moore und Sumpfgebiete. Auf alkalischen Böden (Kalkgrund) kommt der Vielverfärbende Birkenpilz nicht vor. Er ist ein Mykorrhizapartner der Birkenarten und wächst von Juni bis Oktober.

## Bedeutung
Der Vielverfärbende Birkenpilz ist wie der Gemeine Birkenpilz (Leccinum scabrum) essbar, sollte aber wegen seiner Seltenheit geschont werden. 